# 직선 탐색
직선 탐색(Line search, 라인 서치) 전략은 최적화에서 목적 함수 f: Rn → R의 국소 최소 x*를 찾는 두 가지 기본 반복 접근 방식 중 하나이다. 다른 접근 방식은 신뢰 영역이다.
직선 탐색 접근 방식은 먼저 목적 함수 f가 감소되는 하강 방향을 찾은 다음 x가 해당 방향을 따라 얼마나 멀리 이동해야 하는지를 결정하는 단계 크기를 계산한다. 하강 방향은 경사 하강법이나 준뉴턴법 등 다양한 방법으로 계산할 수 있다. 단계 크기는 정확하거나 부정확하게 결정될 수 있다.

## 알고리즘

### 직접 탐색 방법
이 방법에서는 최소값을 먼저 괄호로 묶어야 하므로 알고리즘은 찾는 최소값이 두 지점 사이에 있도록 지점 x1과 x2를 식별해야 한다. 그런 다음 두 개의 내부 점 x3 및 x4에서 f(x)를 계산하고 두 개의 외부 점 중 가장 낮은 함수 값을 갖는 x3 및 x4의 점에 인접하지 않은 점을 거부하여 간격을 나눈다. 후속 단계에서는 하나의 추가 내부 점만 계산하면 된다. 간격을 나누는 다양한 방법 중에서 황금분할 탐색은 탐색 진행 방법에 관계없이 간격 비율이 유지되므로 특히 간단하고 효과적이다.
{\displaystyle {\frac {1}{\varphi }}(x_{2}-x_{1})=x_{4}-x_{1}=x_{2}-x_{3}=\varphi (x_{2}-x_{4})=\varphi (x_{3}-x_{1})=\varphi ^{2}(x_{4}-x_{3})}
여기서
{\displaystyle \varphi ={\frac {1}{2}}(1+{\sqrt {5}})\approx 1.618}

## 같이 보기
- 할선법